# Gésates
 (mai 2008).
Si vous disposez d'ouvrages ou d'articles de référence ou si vous connaissez des sites web de qualité traitant du thème abordé ici, merci de compléter l'article en donnant les références utiles à sa vérifiabilité et en les liant à la section « Notes et références ».
Les Gésates (en latin, Gaesatii) sont des Gaulois combattant en Italie à l'époque antique. 
Il pourrait s'agir de mercenaires (Orose, Hist. adv. Paganos, 4, 13, 5.) qui auraient été armés du gaesum, un javelot de fer, propre aux peuples des Alpes (César, B.G., 3, 4, 1.). 
En effet, au cours des guerres que mène Rome pour la conquête de la plaine du Pô, les Gaulois cisalpins ont reçu des renforts constants provenant de Gaule transalpine (il ne faut pas négliger l'importance de la bataille de Télamon, en –225, au cours de laquelle des contingents de Gaesates chargèrent nus). Ils sont alors commandés par Concolitanos et Aneroestos. 
Strabon, dans sa Géographie, IV, 1, 11 : « les Allobroges entreprirent naguère de nombreuses expéditions avec des armées de plusieurs dizaines de milliers d'hommes ». Cet auteur implique là probablement des départs de mercenaires allobroges, ainsi que des « peuples du bord du Rhône » (les Segovellaunes ?). Le départ à la guerre semble être devenu une tradition chez certains peuples et représentait dans l'Antiquité un moyen personnel d'enrichissement. Ainsi, la pratique du mercenariat est très répandue chez les Celtes et notamment dans le Midi de la Gaule. 
Plusieurs tombes guerrières découvertes en Isère et en Royans ont fourni des fibules de bronze, identiques à des exemplaires retrouvés à Bologne chez les Boïens cisalpins[réf. nécessaire] et datées du premier quart du IVe siècle (cf. A. Bocquet). Tout cela implique la fréquence des expéditions militaires et du mercenariat qui semble ainsi bien implanté chez les peuples rhodaniens.

## Sources
- Polybe, Histoires, livre II.
- Plutarque, Vie de Marcellus.